# Variglioni
Die Variglioni (italienisch I Variglioni) sind eine unbewohnte Inselgruppe im Tyrrhenischen Meer vor der Südostküste von Sardinien.
Die aus drei Felsen bestehende Gruppe liegt 200 Meter vor der Nordspitze der Insel Serpentara und ist etwa 4 km vom sardischen Küstenort Villasimius entfernt, zu dessen Gemeindegebiet sie gehört.